# 九九
算数における九九（くく）とは自然数の乗法などの計算を表にまとめて語呂よく暗記する方法のことである。足し算九九や引き算九九や掛け算九九や割り算九九があるが、単に九九という場合は、普通1桁同士の掛け算九九を指す。また除数が1桁の割り算九九を八算（はっさん）、二桁を見一などという。

## 足し算と引き算の九九
足し算九九（加算九九）、引き算九九（減算九九）は江戸時代には寺子屋などで教えられていた。
明治期の教師用の指導書「師範学校／改正小学教授方法」においても、「九九図」として表が掲載されているものが確認できる。
足し算九九（加算九九）の呼び方は
「一 に 一加（タス）の二」「二 に 九加（タス）の十一」
と記されている。
一方、引き算九九（減算九九）の呼び方は
「二 に 一減（ゲン）の一」「十 に 二減（ゲン）の八」
と記されている。
|                |   | 1  | 2  | 3  | 4  | 5  | 6  | 7  | 8  | 9  |
| -------------- | - | -- | -- | -- | -- | -- | -- | -- | -- | -- |
| （足される数） | 1 | 2  | 3  | 4  | 5  | 6  | 7  | 8  | 9  | 10 |
| （足される数） | 2 | 3  | 4  | 5  | 6  | 7  | 8  | 9  | 10 | 11 |
| （足される数） | 3 | 4  | 5  | 6  | 7  | 8  | 9  | 10 | 11 | 12 |
| （足される数） | 4 | 5  | 6  | 7  | 8  | 9  | 10 | 11 | 12 | 13 |
| （足される数） | 5 | 6  | 7  | 8  | 9  | 10 | 11 | 12 | 13 | 14 |
| （足される数） | 6 | 7  | 8  | 9  | 10 | 11 | 12 | 13 | 14 | 15 |
| （足される数） | 7 | 8  | 9  | 10 | 11 | 12 | 13 | 14 | 15 | 16 |
| （足される数） | 8 | 9  | 10 | 11 | 12 | 13 | 14 | 15 | 16 | 17 |
| （足される数） | 9 | 10 | 11 | 12 | 13 | 14 | 15 | 16 | 17 | 18 |

|                | 0  | 1 | 2 | 3 | 4 | 5 | 6 | 7 | 8 | 9 |
| -------------- | -- | - | - | - | - | - | - | - | - | - |
| （引かれる数） | 2  | 1 |   |   |   |   |   |   |   |   |
| （引かれる数） | 3  | 2 | 1 |   |   |   |   |   |   |   |
| （引かれる数） | 4  | 3 | 2 | 1 |   |   |   |   |   |   |
| （引かれる数） | 5  | 4 | 3 | 2 | 1 |   |   |   |   |   |
| （引かれる数） | 6  | 5 | 4 | 3 | 2 | 1 |   |   |   |   |
| （引かれる数） | 7  | 6 | 5 | 4 | 3 | 2 | 1 |   |   |   |
| （引かれる数） | 8  | 7 | 6 | 5 | 4 | 3 | 2 | 1 |   |   |
| （引かれる数） | 9  | 8 | 7 | 6 | 5 | 4 | 3 | 2 | 1 |   |
| （引かれる数） | 10 | 9 | 8 | 7 | 6 | 5 | 4 | 3 | 2 | 1 |

## 掛け算九九
掛け算九九は、十進法の1から9までの自然数同士の掛け算を語呂良く暗記する方法である。1桁と2桁、2桁同士の掛け算を暗記する方法も含めて九九と呼ぶこともあり、この場合は「二桁の九九」という。ヨーロッパなどでは十二進法の名残で12×12までの乗算表を学んでいた。
日本の学習指導要領では小学校二年生の算数の授業で、1位数同士の乗法を学習することから、1位数同士の乗法を確実に習得する方法として活用されることが多い。
積が一桁のときは「が」をつける。すなわち「が」はゼロを意味し、十の位の空位を意識させるためにも役立つ。特に珠算において、「が」があるおかげで桁取りを間違えることがなくなる。

### 海外における掛け算九九
ドイツ語圏では大九九 (großes Einmaleins) と呼ばれる20×20までの掛け算をまとめたものもある。インドでは二桁の九九が学ばれているが、地域や学校によって差があり、最低でも1×1～20×20、最高では1×1～99×99まで学ぶ。インドの影響を受け、中国や韓国でも二桁の九九(1×1～20×20)はブームとなった。
英語圏では成年者も「掛け算九九を完全に言えない」ことが多く、アメリカの大学生・大学院生の38％が「九九を完全には覚えていない」という調査もある。これには英語には1種類の基数詞しかないことが大きく関係しており、語呂合わせができないという点で九九の習得を容易でなくしているという見解がある。
フランスには、俗に言う「フランス式指電卓」という掛け算の計算方法がある。両手の指で指を折っていって計算していく方法で、ドラマ「古畑任三郎」のスペシャル「笑うカンガルー」にて説明されている。同じく、インドにも「インド式棒算」という計算方法があり、棒を斜めに並行に引いて、交点の数を数えるだけで掛け算ができるものである。

### 日本での掛け算九九の歴史
日本には大和時代に百済から伝えられ、平安時代には貴族の教養の一つとされていたという説があったが、奈良市の平城宮跡で出土した「九九」を記した8世紀の木簡に、中国の数学書「孫子算経」と同じ「如」の文字が書かれていることから、九九は中国から伝来したと考えられると、奈良文化財研究所が2010年12月3日に発表した。また、京丹後市にある奈良時代の鶴尾遺跡で、九九が表裏に書かれた木簡１点が出土したと、京都府埋蔵文化財調査研究センターが2022年7月27日に発表した。
8世紀に成立した万葉集には、
- 情（こころ）八十一［グク］
- 二八十一［ニクク］あらなくに
- 八十一里［ククリ］つつ
- 十六［シシ］
- いさ二五［トヲ］聞こせ
- かく二二［シ］知らさむ
- 君は聞こし二々［シ］
- 生けりともな重二［シ］
- 三五月［十五月→望月］

など、九九を用いた戯書が多数見られる。
| 1 | 2  | 3  | 4  | 5  | 6  | 7  | 8  | 9  |
| - | -- | -- | -- | -- | -- | -- | -- | -- |
| 2 | 4  |    |    |    |    |    |    |    |
| 3 | 6  | 9  |    |    |    |    |    |    |
| 4 | 8  | 12 | 16 |    |    |    |    |    |
| 5 | 10 | 15 | 20 | 25 |    |    |    |    |
| 6 | 12 | 18 | 24 | 30 | 36 |    |    |    |
| 7 | 14 | 21 | 28 | 35 | 42 | 49 |    |    |
| 8 | 16 | 24 | 32 | 40 | 48 | 56 | 64 |    |
| 9 | 18 | 27 | 36 | 45 | 54 | 63 | 72 | 81 |

### 全九九と半九九
もともとは「九九」から唱え始めるのが普通であったが、のちに「一一」から唱えるようになった。九九と呼ばれるのはもともとは九九から唱えていた名残りである。現在では一の段（一一から一九まで）、二の段（二一から二九まで）、…、九の段（九一から九九まで）のように各段に分けて唱えることもしばしば行われる。かつては半九九と呼ばれる半分だけの九九が用いられていた。これは割り算九九と混同しないためにであったと考えられる。割り算九九が廃れるにつれ全九九が主流となった。
| × | 1の段            | 2の段             | 3の段                 | 4の段               | 5の段               | 6の段                   | 7の段                 | 8の段                 | 9の段                 |
| 1 | 1×1 = 1          | 2×1 = 2           | 3×1 = 3               | 4×1 = 4             | 5×1 = 5             | 6×1 = 6                 | 7×1 = 7               | 8×1 = 8               | 9×1 = 9               |
| - | ---------------- | ----------------- | --------------------- | ------------------- | ------------------- | ----------------------- | --------------------- | --------------------- | --------------------- |
| 1 | いんいち が いち | にいち が に      | さんいち が さん      | しいち が し        | ごいち が ご        | ろくいち が ろく        | しちいち が しち      | はちいち が はち      | くいち が く          |
| 2 | 1×2 = 2          | 2×2 = 4           | 3×2 = 6               | 4×2 = 8             | 5×2 = 10            | 6×2 = 12                | 7×2 = 14              | 8×2 = 16              | 9×2 = 18              |
| 2 | いんに が に     | ににん が し      | さんに が ろく        | しに が はち        | ごに じゅう         | ろくに じゅうに         | しちに じゅうし       | はちに じゅうろく     | くに じゅうはち       |
| 3 | 1×3 = 3          | 2×3 = 6           | 3×3 = 9               | 4×3 = 12            | 5×3 = 15            | 6×3 = 18                | 7×3 = 21              | 8×3 = 24              | 9×3 = 27              |
| 3 | いんさん が さん | にさん が ろく    | さざん が く          | しさん じゅうに     | ごさん じゅうご     | ろくさん じゅうはち     | しちさん にじゅういち | はっさん にじゅうし   | くさん にじゅうしち   |
| 4 | 1×4 = 4          | 2×4 = 8           | 3×4 = 12              | 4×4 = 16            | 5×4 = 20            | 6×4 = 24                | 7×4 = 28              | 8×4 = 32              | 9×4 = 36              |
| 4 | いんし が し     | にし が はち      | さんし じゅうに       | しし じゅうろく     | ごし にじゅう       | ろくし にじゅうし       | しちし にじゅうはち   | はっし さんじゅうに   | くし さんじゅうろく   |
| 5 | 1×5 = 5          | 2×5 = 10          | 3×5 = 15              | 4×5 = 20            | 5×5 = 25            | 6×5 = 30                | 7×5 = 35              | 8×5 = 40              | 9×5 = 45              |
| 5 | いんご が ご     | にご じゅう       | さんご じゅうご       | しご にじゅう       | ごご にじゅうご     | ろくご さんじゅう       | しちご さんじゅうご   | はちご しじゅう       | くご しじゅうご       |
| 6 | 1×6 = 6          | 2×6 = 12          | 3×6 = 18              | 4×6 = 24            | 5×6 = 30            | 6×6 = 36                | 7×6 = 42              | 8×6 = 48              | 9×6 = 54              |
| 6 | いんろく が ろく | にろく じゅうに   | さぶろく じゅうはち   | しろく にじゅうし   | ごろく さんじゅう   | ろくろく さんじゅうろく | しちろく しじゅうに   | はちろく しじゅうはち | くろく ごじゅうし     |
| 7 | 1×7 = 7          | 2×7 = 14          | 3×7 = 21              | 4×7 = 28            | 5×7 = 35            | 6×7 = 42                | 7×7 = 49              | 8×7 = 56              | 9×7 = 63              |
| 7 | いんしち が しち | にしち じゅうし   | さんしち にじゅういち | ししち にじゅうはち | ごしち さんじゅうご | ろくしち しじゅうに     | しちしち しじゅうく   | はちしち ごじゅうろく | くしち ろくじゅうさん |
| 8 | 1×8 = 8          | 2×8 = 16          | 3×8 = 24              | 4×8 = 32            | 5×8 = 40            | 6×8 = 48                | 7×8 = 56              | 8×8 = 64              | 9×8 = 72              |
| 8 | いんはち が はち | にはち じゅうろく | さんぱ にじゅうし     | しは さんじゅうに   | ごは しじゅう       | ろくは しじゅうはち     | しちは ごじゅうろく   | はっぱ ろくじゅうし   | くは しちじゅうに     |
| 9 | 1×9 = 9          | 2×9 = 18          | 3×9 = 27              | 4×9 = 36            | 5×9 = 45            | 6×9 = 54                | 7×9 = 63              | 8×9 = 72              | 9×9 = 81              |
| 9 | いんく が く     | にく じゅうはち   | さんく にじゅうしち   | しく さんじゅうろく | ごっく しじゅうご   | ろっく ごじゅうし       | しちく ろくじゅうさん | はっく しちじゅうに   | くく はちじゅういち   |

掛け算九九の表と「数の大きさ」
掛け算九九の表（全九九）の横幅と高さを「掛ける数」に対応させると、「得られる数の大きさ」と「表のマスの大きさ」が対応した形式の表となる。教育現場等において、九九の指導の際にタイル等を用いて掛け算九九の答えをタイルの個数を基に指導するのが、その一例である。
|   | 1 | 2  | 3  | 4  | 5  | 6  | 7  | 8  | 9  |
| - | - | -- | -- | -- | -- | -- | -- | -- | -- |
| 1 | 1 | 2  | 3  | 4  | 5  | 6  | 7  | 8  | 9  |
| 2 | 2 | 4  | 6  | 8  | 10 | 12 | 14 | 16 | 18 |
| 3 | 3 | 6  | 9  | 12 | 15 | 18 | 21 | 24 | 27 |
| 4 | 4 | 8  | 12 | 16 | 20 | 24 | 28 | 32 | 36 |
| 5 | 5 | 10 | 15 | 20 | 25 | 30 | 35 | 40 | 45 |
| 6 | 6 | 12 | 18 | 24 | 30 | 36 | 42 | 48 | 54 |
| 7 | 7 | 14 | 21 | 28 | 35 | 42 | 49 | 56 | 63 |
| 8 | 8 | 16 | 24 | 32 | 40 | 48 | 56 | 64 | 72 |
| 9 | 9 | 18 | 27 | 36 | 45 | 54 | 63 | 72 | 81 |

1から20まで(暗記法ではないが、参考のため記載する)
|    | 1  | 2  | 3  | 4  | 5   | 6   | 7   | 8   | 9   | 10  | 11  | 12  | 13  | 14  | 15  | 16  | 17  | 18  | 19  | 20  |
| -- | -- | -- | -- | -- | --- | --- | --- | --- | --- | --- | --- | --- | --- | --- | --- | --- | --- | --- | --- | --- |
| 1  | 1  | 2  | 3  | 4  | 5   | 6   | 7   | 8   | 9   | 10  | 11  | 12  | 13  | 14  | 15  | 16  | 17  | 18  | 19  | 20  |
| 2  | 2  | 4  | 6  | 8  | 10  | 12  | 14  | 16  | 18  | 20  | 22  | 24  | 26  | 28  | 30  | 32  | 34  | 36  | 38  | 40  |
| 3  | 3  | 6  | 9  | 12 | 15  | 18  | 21  | 24  | 27  | 30  | 33  | 36  | 39  | 42  | 45  | 48  | 51  | 54  | 57  | 60  |
| 4  | 4  | 8  | 12 | 16 | 20  | 24  | 28  | 32  | 36  | 40  | 44  | 48  | 52  | 56  | 60  | 64  | 68  | 72  | 76  | 80  |
| 5  | 5  | 10 | 15 | 20 | 25  | 30  | 35  | 40  | 45  | 50  | 55  | 60  | 65  | 70  | 75  | 80  | 85  | 90  | 95  | 100 |
| 6  | 6  | 12 | 18 | 24 | 30  | 36  | 42  | 48  | 54  | 60  | 66  | 72  | 78  | 84  | 90  | 96  | 102 | 108 | 114 | 120 |
| 7  | 7  | 14 | 21 | 28 | 35  | 42  | 49  | 56  | 63  | 70  | 77  | 84  | 91  | 98  | 105 | 112 | 119 | 126 | 133 | 140 |
| 8  | 8  | 16 | 24 | 32 | 40  | 48  | 56  | 64  | 72  | 80  | 88  | 96  | 104 | 112 | 120 | 128 | 136 | 144 | 152 | 160 |
| 9  | 9  | 18 | 27 | 36 | 45  | 54  | 63  | 72  | 81  | 90  | 99  | 108 | 117 | 126 | 135 | 144 | 153 | 162 | 171 | 180 |
| 10 | 10 | 20 | 30 | 40 | 50  | 60  | 70  | 80  | 90  | 100 | 110 | 120 | 130 | 140 | 150 | 160 | 170 | 180 | 190 | 200 |
| 11 | 11 | 22 | 33 | 44 | 55  | 66  | 77  | 88  | 99  | 110 | 121 | 132 | 143 | 154 | 165 | 176 | 187 | 198 | 209 | 220 |
| 12 | 12 | 24 | 36 | 48 | 60  | 72  | 84  | 96  | 108 | 120 | 132 | 144 | 156 | 168 | 180 | 192 | 204 | 216 | 228 | 240 |
| 13 | 13 | 26 | 39 | 52 | 65  | 78  | 91  | 104 | 117 | 130 | 143 | 156 | 169 | 182 | 195 | 208 | 221 | 234 | 247 | 260 |
| 14 | 14 | 28 | 42 | 56 | 70  | 84  | 98  | 112 | 126 | 140 | 154 | 168 | 182 | 196 | 210 | 224 | 238 | 252 | 266 | 280 |
| 15 | 15 | 30 | 45 | 60 | 75  | 90  | 105 | 120 | 135 | 150 | 165 | 180 | 195 | 210 | 225 | 240 | 255 | 270 | 285 | 300 |
| 16 | 16 | 32 | 48 | 64 | 80  | 96  | 112 | 128 | 144 | 160 | 176 | 192 | 208 | 224 | 240 | 256 | 272 | 288 | 304 | 320 |
| 17 | 17 | 34 | 51 | 68 | 85  | 102 | 119 | 136 | 153 | 170 | 187 | 204 | 221 | 238 | 255 | 272 | 289 | 306 | 323 | 340 |
| 18 | 18 | 36 | 54 | 72 | 90  | 108 | 126 | 144 | 162 | 180 | 198 | 216 | 234 | 252 | 270 | 288 | 306 | 324 | 342 | 360 |
| 19 | 19 | 38 | 57 | 76 | 95  | 114 | 133 | 152 | 171 | 190 | 209 | 228 | 247 | 266 | 285 | 304 | 323 | 342 | 361 | 380 |
| 20 | 20 | 40 | 60 | 80 | 100 | 120 | 140 | 160 | 180 | 200 | 220 | 240 | 260 | 280 | 300 | 320 | 340 | 360 | 380 | 400 |

### 掛け算九九表の対称性
掛け算九九表には複数の対称性がある。
- 一例では、掛け算の交換法則により、同じ数同士を掛け合わせる対角線で、線対称となっている。
- また、足して10となる数同士を掛け合わせる対角線でも、完全ではないが対称性が存在する。
- ((10-a)×(10-b)=(10-a-b)×10+a×b)

|   | 1 | 2    | 3     | 4     | 5     | 6     | 7     | 8     | 9    |
| - | - | ---- | ----- | ----- | ----- | ----- | ----- | ----- | ---- |
| 1 | 1 | 2    | 3     | 4     | 5     | 6     | 7     | 8     | 9    |
| 2 | 2 | 4    | 6     | 8     | 10    | 12    | 14    | 16    | 10+8 |
| 3 | 3 | 6    | 9     | 12    | 15    | 18    | 21    | 10+14 | 20+7 |
| 4 | 4 | 8    | 12    | 16    | 20    | 24    | 10+18 | 20+12 | 30+6 |
| 5 | 5 | 10   | 15    | 20    | 25    | 10+20 | 20+15 | 30+10 | 40+5 |
| 6 | 6 | 12   | 18    | 24    | 10+20 | 20+16 | 30+12 | 40+8  | 50+4 |
| 7 | 7 | 14   | 21    | 10+18 | 20+15 | 30+12 | 40+9  | 50+6  | 60+3 |
| 8 | 8 | 16   | 10+14 | 20+12 | 30+10 | 40+8  | 50+6  | 60+4  | 70+2 |
| 9 | 9 | 10+8 | 20+7  | 30+6  | 40+5  | 50+4  | 60+3  | 70+2  | 80+1 |

## 割り算九九
割り算九九には八算、見一、唐目十六割、四十三割、四十四割などがある。割り声（わりごえ）、割れ声（われせい）とも呼ばれる。
| 九   | 八       | 七       | 六       | 五 | 四       | 三       | 二 | 一 |    |
| ---- | -------- | -------- | -------- | -- | -------- | -------- | -- | -- | -- |
| 一   | 二       | 三       | 四       | 二 | 二 十 二 | 三 十 一 | 五 | 十 | 一 |
| 二   | 四       | 六       | 三 十 二 | 四 | 五       | 六 十 二 | 十 |    | 二 |
| 三   | 六       | 四 十 二 | 五       | 六 | 七 十 二 | 十       |    |    | 三 |
| 四   | 五       | 五 十 五 | 六 十 四 | 八 | 十       |          |    |    | 四 |
| 五   | 六 十 二 | 七 十 一 | 八 十 二 | 十 |          |          |    |    | 五 |
| 六   | 七 十 四 | 八 十 四 | 十       |    |          |          |    |    | 六 |
| 七   | 八 十 六 | 十 0     |          |    |          |          |    |    | 七 |
| 八   | 十 0     |          |          |    |          |          |    |    | 八 |
| 十 0 |          |          |          |    |          |          |    |    | 九 |

|                      |       | 左の 1/10 | 除数（割る数） | 除数（割る数） | 除数（割る数） | 除数（割る数） | 除数（割る数） | 除数（割る数） | 除数（割る数） | 除数（割る数） | 除数（割る数） |
| 0 1 0                | 0 2 0 | 左の 1/10 | 030            | 040            | 0 5 0          | 060            | 070            | 080            | 090            |                |                |
| -------------------- | ----- | --------- | -------------- | -------------- | -------------- | -------------- | -------------- | -------------- | -------------- | -------------- | -------------- |
| 被除数（割られる数） | 10    | 1         | (10/1)         | (10/2)         | (10/3)         | (10/4)         | (10/5)         | (10/6)         | (10/7)         | (10/8)         | (10/9)         |
| 被除数（割られる数） | 10    | 1         | 10 0           | 5 0            | 3 あまり 1     | 2 あまり 2     | 2 0            | (1) あまり 4   | (1) あまり 3   | (1) あまり 2   | (1) あまり 1   |
| 被除数（割られる数） | 20    | 2         |                | (20/2)         | (20/3)         | (20/4)         | (20/5)         | (20/6)         | (20/7)         | (20/8)         | (20/9)         |
| 被除数（割られる数） | 20    | 2         | 10 0           | 6 あまり 2     | 5 0            | 4 0            | 3 あまり 2     | (2) あまり 6   | (2) あまり 4   | (2) あまり 2   |                |
| 被除数（割られる数） | 30    | 3         |                |                | (30/3)         | (30/4)         | (30/5)         | (30/6)         | (30/7)         | (30/8)         | (30/9)         |
| 被除数（割られる数） | 30    | 3         | 10 0           | 7 あまり 2     | 6 0            | 5 0            | 4 あまり 2     | (3) あまり 6   | (3) あまり 3   |                |                |
| 被除数（割られる数） | 40    | 4         |                |                |                | (40/4)         | (40/5)         | (40/6)         | (40/7)         | (40/8)         | (40/9)         |
| 被除数（割られる数） | 40    | 4         | 10 0           | 8 0            | 6 あまり 4     | 5 あまり 5     | 5 0            | (4) あまり 4   |                |                |                |
| 被除数（割られる数） | 50    | 5         |                |                |                |                | (50/5)         | (50/6)         | (50/7)         | (50/8)         | (50/9)         |
| 被除数（割られる数） | 50    | 5         | 10 0           | 8 あまり 2     | 7 あまり 1     | 6 あまり 2     | (5) あまり 5   |                |                |                |                |
| 被除数（割られる数） | 60    | 6         |                |                |                |                |                | (60/6)         | (60/7)         | (60/8)         | (60/9)         |
| 被除数（割られる数） | 60    | 6         | 10 0           | 8 あまり 4     | 7 あまり 4     | (6) あまり 6   |                |                |                |                |                |
| 被除数（割られる数） | 70    | 7         |                |                |                |                |                |                | (70/7)         | (70/8)         | (70/9)         |
| 被除数（割られる数） | 70    | 7         | 10 0           | 8 あまり 6     | (7) あまり 7   |                |                |                |                |                |                |
| 被除数（割られる数） | 80    | 8         |                |                |                |                |                |                |                | (80/8)         | (80/9)         |
| 被除数（割られる数） | 80    | 8         | 10 0           | (8) あまり 8   |                |                |                |                |                |                |                |
| 被除数（割られる数） | 90    | 9         |                |                |                |                |                |                |                |                | (90/9)         |
| 被除数（割られる数） | 90    | 9         | 10 0           |                |                |                |                |                |                |                |                |

### 八算
掛け算九九が珠算と無関係に有用であるのに対し、割り算九九はそろばんの珠の動きとの関連が大きい。元の頃、中国で発明され、その後日本にもたらされたものである。日本では毛利重能の割算書などによって広まった。そろばんの普及と割り算九九の普及は大きく関連している。江戸時代には帰除法のほうが一般的であった（亀井算という商除法も行われていた）。
掛け算九九は被乗数の値を段の名前にしているが、割り算九九は被除数ではなく除数の方を段の名前にしており、また、掛け算九九はどの段も乗数が1から9までの9通りの式があるのに対し、割り算九九はnの段(1≦n≦9)は、10m÷n(1≦m＜n)及びn÷nのn通りの式しかない(但し2nが1桁の場合は2n÷nを表すものもあり、3nや4nが1桁の場合も同様である)。ルールは以下の通りである。
- 10の倍数を1桁の数で割るタイプは必ず漢字5文字で表される。
  - 割り切れる場合
    - (除数の値)(被除数の10の位の値)(天または倍)(作)(商の値)
      - 3文字目は、5の段の場合は倍でそれ以外は天となる
      - 例:二一天作五、五一倍作二

    - 読みは、漢数字はそのまま読み、天作は「てんさくの」、倍作は「ばいさくの」と読む
    - そろばんの操作法としては、被除数の計算桁を商の値に変える

  - 割り切れず、被除数の10の位と商が一致する場合
    - (除数の値)(被除数の10の位の値)(下)(加)(余りの値)
      - 例:六一下加四

    - 読みは、漢数字はそのまま読み、下加は「かか」と読む
    - そろばんの操作法としては、被除数の計算桁は変えずそのまま、下の桁に余りの値を加える

  - 割り切れず、被除数の10の位と商が一致しない場合
    - (除数の値)(被除数の10の位の値)(商の値)(十)(余りの値)
      - 例:三一三十一

    - 読みは、一から八(九は存在しない)までの漢数字はそのまま読み、十は「じゅうの」と読む
    - そろばんの操作法としては、被除数の計算桁を商の値に変えた上で、下の桁に余りの値を加える

  - 「下加○」「△十×」のように余りが出るタイプの割り算九九では、余りの値を加えた桁に一時的に10以上溜まることが起こり得る。江戸時代までの五玉2つ、一玉5つのタイプのそろばんでは、このような場合に2つ目の五玉や5つ目の一玉を使ったりしたが、明治から昭和戦前までの五玉1つ、一玉5つのタイプのものや、現代の五玉1つ、一玉4つのタイプのもので無理やり行う場合には、1桁に入りきらない分あるいは加えるべき数を記憶するなどの方法が必要となる。
- 1桁の数を1桁の数で割るタイプは割り切れるものしか存在せず、漢字4文字で次のように表される
  - (被除数の値)(進)(商の値)(十)
    - 例:二進一十、四進二十

  - 読みは、漢数字はそのまま読み、進は「しんの」と読む
  - そろばんの操作法としては、被除数の値を払って上の桁に商の値を置く
  - 商が1になる式以外は最初の漢数字と段が一致しないので注意が必要である
    - 例えば「四進二十」は二の段であって四の段ではない

珠算による割り算の方法
珠算による割り算の方法は、掛け算九九を使う商除法と、割り算九九を使う帰除法がある。そろばん教室で教えるのは、昭和の頃からであろうか商除法が主となり、帰除法（すなわち割り算九九）はほとんど使わなくなってしまった。電卓の出現前、学校教育で珠算をある程度重視した時期であっても、割り算九九は教えていない。その結果、今ほとんどの人は割り算九九の存在さえも知らない。帰除法の利点としては機械的に素早く計算できることが挙げられる。欠点としては新たに割り算九九を覚えなければならないことが挙げられる。
八算
八算という呼び名は除数が2~9までの8通りあることに由来する。中国では除数が1の場合も含めて9通りということで九帰法と呼ぶが、日本では1で割る場合は値が変わらないということで一の段を除外して八算とした。もっとも、この九九は除数が1桁の場合だけでなく、2桁以上の数で割る場合も、例えば21や234など2で始まる2桁以上の数で割る場合は二の段を用い、3で始まる数で割る場合は三の段を用いるといった具合で、1(あるいは10、100など)そのもので割る場合は値(数字の配列)が変わらないが、1で始まる2桁以上の数で割る場合は値(数字の配列)が変わるのでここで一の段が生きてくるのである。なお2桁以上の数で割る場合は八算(九帰法)の九九に加えて後述の見一の九九と掛け算九九を併用する必要がある。
九九と同様に二一天作五で八算全体を表すこともある。一進をいっちん、一十をいんじゅと読む場合もある。「逢二進一十」などのように、逢の字が書かれることもあるが読まれない。倍作（ばいさく、ばいそう）を倍とする場合もある。
五の段は「五一加一」（ごいちかいち）、「五二加二」（ごにかに）、「五三加三」（ごさんかさん）、「五四加四」（ごしかし）と呼ばれていたこともある（元和8年版「割算書」など）。
下の表で上段は表記、中段は読み、下段は表している計算式である。
| ÷       | ÷       | 0除数                 | 0除数                 | 0除数                     | 0除数                 | 0除数                 | 0除数                 | 0除数                   | 0除数                     | 0除数               |
| ↓被除数 | ↓被除数 | (一の段)              | 二の段                | 三の段                    | 四の段                | 五の段                | 六の段                | 七の段                  | 八の段                    | 九の段              |
| 10 (1)  | 10 (1)  | 一進一十              | 二一天作五            | 三一三十一                | 四一二十二            | 五一倍作二            | 六一下加四            | 七一下加三              | 八一下加二                | 九一下加一          |
| ------- | ------- | --------------------- | --------------------- | ------------------------- | --------------------- | --------------------- | --------------------- | ----------------------- | ------------------------- | ------------------- |
| 10 (1)  | 10 (1)  | いっしんの いちじゅう | にいち てんさくのご   | さんいち さんじゅうのいち | しいち にじゅうのに   | ごいち ばいさくのに   | ろくいち かかし       | しちいち かかさん       | はちいち かかに           | くいち かかいち     |
| 10 (1)  | 10 (1)  | 1/1                   | 10/2                  | 10/3                      | 10/4                  | 10/5                  | 10/6                  | 10/7                    | 10/8                      | 10/9                |
| 20 (2)  | 20 (2)  | 二進二十              | 二進一十              | 三二六十二                | 四二天作五            | 五二倍作四            | 六二三十二            | 七二下加六              | 八二下加四                | 九二下加二          |
| 20 (2)  | 20 (2)  | にっしんの にじゅう   | にっしんの いちじゅう | さんに ろくじゅうのに     | しに てんさくのご     | ごに ばいさくのし     | ろくに さんじゅうのに | しちに かかろく         | はちに かかし             | くに かかに         |
| 20 (2)  | 20 (2)  | 2/1                   | 2/2                   | 20/3                      | 20/4                  | 20/5                  | 20/6                  | 20/7                    | 20/8                      | 20/9                |
| 30 (3)  | 30 (3)  | 三進三十              |                       | 三進一十                  | 四三七十二            | 五三倍作六            | 六三天作五            | 七三四十二              | 八三下加六                | 九三下加三          |
| 30 (3)  | 30 (3)  | さんしんの さんじゅう |                       | さんしんの いちじゅう     | しさん しちじゅうのに | ごさん ばいさくのろく | ろくさん てんさくのご | しちさん しじゅうのに   | はちさん かかろく         | くさん かかさん     |
| 30 (3)  | 30 (3)  | 3/1                   |                       | 3/3                       | 30/4                  | 30/5                  | 30/6                  | 30/7                    | 30/8                      | 30/9                |
| 40 (4)  | 40 (4)  | 四進四十              | 四進二十              |                           | 四進一十              | 五四倍作八            | 六四六十四            | 七四五十五              | 八四天作五                | 九四下加四          |
| 40 (4)  | 40 (4)  | ししんの しじゅう     | ししんの にじゅう     |                           | ししんの いちじゅう   | ごし ばいさくのはち   | ろくし ろくじゅうのし | しちし ごじゅうのご     | はちし てんさくのご       | くし かかし         |
| 40 (4)  | 40 (4)  | 4/1                   | 4/2                   |                           | 4/4                   | 40/5                  | 40/6                  | 40/7                    | 40/8                      | 40/9                |
| 50 (5)  | 50 (5)  | 五進五十              |                       |                           |                       | 五進一十              | 六五八十二            | 七五七十一              | 八五六十二                | 九五下加五          |
| 50 (5)  | 50 (5)  | ごしんの ごじゅう     |                       |                           |                       | ごしんの いちじゅう   | ろくご はちじゅうのに | しちご しちじゅうのいち | はちご ろくじゅうのに     | くご かかご         |
| 50 (5)  | 50 (5)  | 5/1                   |                       |                           |                       | 5/5                   | 50/6                  | 50/7                    | 50/8                      | 50/9                |
| 60 (6)  | 60 (6)  | 六進六十              | 六進三十              | 六進二十                  |                       |                       | 六進一十              | 七六八十四              | 八六七十四                | 九六下加六          |
| 60 (6)  | 60 (6)  | ろくしんの ろくじゅう | ろくしんの さんじゅう | ろくしんの にじゅう       |                       |                       | ろくしんの いちじゅう | しちろく はちじゅうのし | はちろく しちじゅうのし   | くろく かかろく     |
| 60 (6)  | 60 (6)  | 6/1                   | 6/2                   | 6/3                       |                       |                       | 6/6                   | 60/7                    | 60/8                      | 60/9                |
| 70 (7)  | 70 (7)  | 七進七十              |                       |                           |                       |                       |                       | 七進一十                | 八七八十六                | 九七下加七          |
| 70 (7)  | 70 (7)  | しちしんの しちじゅう |                       |                           |                       |                       |                       | しちしんの いちじゅう   | はちしち はちじゅうのろく | くしち かかしち     |
| 70 (7)  | 70 (7)  | 7/1                   |                       |                           |                       |                       |                       | 7/7                     | 70/8                      | 70/9                |
| 80 (8)  | 80 (8)  | 八進八十              | 八進四十              |                           | 八進二十              |                       |                       |                         | 八進一十                  | 九八下加八          |
| 80 (8)  | 80 (8)  | はっしんの はちじゅう | はっしんの しじゅう   |                           | はっしんの にじゅう   |                       |                       |                         | はっしんの いちじゅう     | くはち かかはち     |
| 80 (8)  | 80 (8)  | 8/1                   | 8/2                   |                           | 8/4                   |                       |                       |                         | 8/8                       | 80/9                |
| 90 (9)  | 90 (9)  | 九進九十              |                       | 九進三十                  |                       |                       |                       |                         |                           | 九進一十            |
| 90 (9)  | 90 (9)  | くしんの くじゅう     |                       | くしんの さんじゅう       |                       |                       |                       |                         |                           | くしんの いちじゅう |
| 90 (9)  | 90 (9)  | 9/1                   |                       | 9/3                       |                       |                       |                       |                         |                           | 9/9                 |

### 見一
二桁以上の割り算の声である。珠算における二桁以上の割り算では特殊な操作が必要となるため、操作中に割られる数の頭と割る数が同じになった場合にこの割声にならい計算する。これを撞除法と言い、また歌の頭の文字から通称で見一と呼ばれる。
| 暗唱                                             | 意味                                             |
| ------------------------------------------------ | ------------------------------------------------ |
| 見一無頭作九一（けんいちむとうさっきゅうのいち） | 一を見合わせて、九をつくり、その下桁に一を足す。 |
| 見二無頭作九二（けんにむとうさっきゅうのに）     | 二を見合わせて、九をつくり、その下桁に二を足す。 |
| 見三無頭作九三（けんさんむとうさっきゅうのさん） | 三を見合わせて、九をつくり、その下桁に三を足す。 |
| 見四無頭作九四（けんしむとうさっきゅうのし）     | 四を見合わせて、九をつくり、その下桁に四を足す。 |
| 見五無頭作九五（けんごむとうさっきゅうのご）     | 五を見合わせて、九をつくり、その下桁に五を足す。 |
| 見六無頭作九六（けんろくむとうさっきゅうのろく） | 六を見合わせて、九をつくり、その下桁に六を足す。 |
| 見七無頭作九七（けんしちむとうさっきゅうのしち） | 七を見合わせて、九をつくり、その下桁に七を足す。 |
| 見八無頭作九八（けんはちむとうさっきゅうのはち） | 八を見合わせて、九をつくり、その下桁に八を足す。 |
| 見九無頭作九九（けんくむとうさっきゅうのく）     | 九を見合わせて、九をつくり、その下桁に九を足す。 |

これは上の撞除をした後に操作につまった時（珠算の除法では引き算を行うので、下桁が引けなくなる）に用いる声である。
| 暗唱                       | 意味                                               |
| -------------------------- | -------------------------------------------------- |
| 帰一倍一（きいちばいいち） | 見一無頭作九一をした時、一を払って、下に一を足す。 |
| 帰一倍二（きいちばいに）   | 見二無頭作九二をした時、一を払って、下に二を足す。 |
| 帰一倍三（きいちばいさん） | 見三無頭作九三をした時、一を払って、下に三を足す。 |
| 帰一倍四（きいちばいし）   | 見四無頭作九四をした時、一を払って、下に四を足す。 |
| 帰一倍五（きいちばいご）   | 見五無頭作九五をした時、一を払って、下に五を足す。 |
| 帰一倍六（きいちばいろく） | 見六無頭作九六をした時、一を払って、下に六を足す。 |
| 帰一倍七（きいちばいしち） | 見七無頭作九七をした時、一を払って、下に七を足す。 |
| 帰一倍八（きいちばいはち） | 見八無頭作九八をした時、一を払って、下に八を足す。 |
| 帰一倍九（きいちばいく）   | 見九無頭作九九をした時、一を払って、下に九を足す。 |

### 唐目十六割
16で割る場合の割り算九九である。小一斤とも呼ばれる。
| 暗唱                             | 式          |
| -------------------------------- | ----------- |
| 一引六二五（いちひくろくにご）   | 1/16=0.0625 |
| 二一二五（にいちにご）           | 2/16=0.125  |
| 三一八七五（さんいちはちしちご） | 3/16=0.1875 |
| 四二五（しにご）                 | 4/16=0.25   |
| 五三一二五（ごさんいちにご）     | 5/16=0.3125 |
| 六三七五（ろくさんしちご）       | 6/16=0.375  |
| 七四三七五（しちしさんしちご）   | 7/16=0.4375 |
| 八作五（はっさくのご）           | 8/16=0.5    |
| 九五六二五（くごろくにご）       | 9/16=0.5625 |

### 四十三割
43で割る場合の割り算九九である。銀は四十三匁が一単位であったことによる。
| 暗唱                                         | 式          |
| -------------------------------------------- | ----------- |
| 一二加下十四（いちにかかのじゅうし）         | 100/43=2…14 |
| 二四加下二十八（にしかかのにじゅうはち）     | 200/43=4…28 |
| 三六加下四十二（さんろくかかのしじゅうに）   | 300/43=6…42 |
| 四九加下十三（しくかかのじゅうさん）         | 400/43=9…13 |
| 逢四十三進一十（しじゅうさんしんいちじゅう） | 43/43=1     |

### 四十四割
44で割る場合の割り算九九である。金は四十四匁が一単位であったことによる。
| 暗唱                                           | 式          |
| ---------------------------------------------- | ----------- |
| 一二加下十二（いちにかかのじゅうに）           | 100/44=2…12 |
| 二四加下二十四（にしかかのにじゅうし）         | 200/44=4…24 |
| 三六加下三十六（さんろくかかのさんじゅうろく） | 300/44=6…36 |
| 四九加下下四（しくかかかのし）                 | 400/44=9…4  |
| 逢四十四進一十（しじゅうししんいちじゅう）     | 44/44=1     |

## 平方九九
掛け算九九のうち掛ける数（乗数）と掛けられる数（被乗数）が同じものを平方九九という。掛け算九九の中に含まれているので、あらためて覚える必要はない。

## 立方九九
三乗の九九を立方九九という。通常の掛け算九九と同様に唱えて覚える。開立などに用いる。

## 九九の歌
日本では、掛け算九九の学習用として複数の楽曲が制作されている。これらの楽曲を九九の歌（くくのうた）または九九ソング（くくソング）と総称する。

### 主な楽曲
これ以外にも「九九の歌」は多数制作されている。
- 1986年[14]に、RCAビクターから、女性歌手の「MOKO」が歌う「99のうた」（「本家!かけ算「99のうた」」）がアナログレコードとカセットテープで発売された。作曲は小倉靖。1990年にはシングルCDとして発売され、2010年にはMOKOが新たに録音した音源が音楽配信で発売されるなど[15]、ロングセラーの作品になっている。日本コロムビアからは、山野さと子によるカバー版が発売されている。

テレビ・ラジオ番組からの企画作品
- アニメ『ドラえもん』第2作第1期からの企画楽曲として、ドラえもん役の大山のぶ代が歌う「ドラえもん九九のうた」（歌というより全編台詞に近い）、『ドラえもん』第2作第2期からの企画楽曲として、ドラえもん役の水田わさびが歌う「newドラえもん九九のうた」がある。
- 1990年、『仮面ライダーBLACK RX』『魔法使いサリー』からの企画楽曲として、「仮面ライダー99のうた」（歌：水木一郎）と「魔法使いサリー99のうた」（歌：山本百合子）が両A面シングルとしてCDとカセットテープで発売された。
- 1999年、ABCラジオ『おはようパーソナリティ道上洋三です』からの企画楽曲として、秋吉英美が歌う「英美ちゃんのレッツ・ゴー!九九」がシングルCDで発売された。

学習教材の付録作品
- 『科学と学習』では、『2年の学習』の教材にオリジナルの「九九の歌」のカセットテープが付属していた。
- 『進研ゼミ小学講座』では、『チャレンジ2年生』の毎年8月号に、コラショとキッズが歌うオリジナルの「九九ソング」のCD（2005年度以前は8cm CD、2006年度以後は12cm CD。さらに以前はカセットテープだった）が付属する。

## 九九の応用
- 年齢や時間を表すのに九九を使う場合がある。例）三五（＝十五歳）、二八（十六歳）、四六時中（二四時中、一日中）など。